# Hammarbergets naturreservat
Hammarbergets naturreservat är ett naturreservat i Tyresö kommun i Stockholms län.
Området är naturskyddat sedan 1993 och är 58 hektar stort. Reservatet omfattar berget belägen på en udde i Kalvfjärden. Reservatet består av betesmark, ädellövskog och mindre partier av gran och lövträd.